# استاکیون، شیلی
استاکیون، شیلی (به اسپانیایی: Estación Central) یک سکونتگاه مسکونی در شیلی است که در Santiago Province واقع شده‌است.

## خصوصیات
استاکیون ۱۴٫۱ کیلومترمربع مساحت و ۱۳۰٬۳۹۴ نفر جمعیت دارد.